# Ensenada (Baja California)
Ensenada is een stad in de Mexicaanse deelstaat Baja California. Ensenada is gelegen aan de Allerheiligenbaai aan de Grote Oceaan en ligt ook aan de Transpeninsulare Snelweg. De stad heeft 279.765 inwoners (census 2010) en is de hoofdplaats van de gemeente Ensenada, dat de grootste gemeente van het land is.
In de prehistorie werd Ensenada bewoond door de Yumano-indianen. De eerste Europeaan die het gebied rond Ensenada aandeed was de Portugees Juan Rodríguez Cabrillo in 1542. In 1603 werd de stad gesticht door Sebastián Vizcaíno. Hij noemde het Ensenada de Todos Santos, de inham van Allerheiligen. In 1703 intoduceerden Jezuïeten hier de wijnbouw. Nog steeds komt 90% van de Mexicaanse wijnproductie uit de omgeving van Ensenada.
De Baja 1000, een jaarlijkse offroad race, begint in Ensenada. Ook is hier een Fender-fabriek gevestigd.

## Geboren
- Nigel Bruce (1895-1953), Brits acteur
- Isaac del Toro (2003), Mexicaans wielrenner